# 寫信的男人
《寫信的男人》（英語：Man Writing a Letter），又称《在开着的窗户旁写信的年轻人》（荷蘭語：Briefschrijvende jongeman bij geopend venster），是荷蘭黃金時代畫家加布里埃爾·梅曲在職業生涯的頂峰時期創作的一幅油畫。作品被認為與《讀信的女人》是一對主題畫。這兩幅風俗畫與《病童》一起被視為梅曲的藝術最高峰時期的代表作。自1987年起，這些作品被收藏於都柏林的愛爾蘭國家美術館並供展覽。

## 作品描述
畫作展示作為主體的一名年青男子坐在已打開的窗前，手拿鵝毛筆寫信。他身穿黑色真絲西服，下面搭配白色亞麻襯衫；桌上擺放的波斯地毯和銀色墨水瓶架顯示他的富有程度。在角落裡的地球儀表明了他的興趣，因此男子被推斷為商人或是科學家。雅各布·范德杜斯的一幅畫有田園風景的作品掛在牆上；在鍍金框架的頂部刻有一隻鴿子；椅子下的踢腳位旁的台夫特陶器瓷磚則畫有不同鳥類。
在作品《讀信的女人》中，女人已經收到了男子寄來的信並正在專心閱讀，而被認為是《寫信的男人》的另一半作品。梅曲很可能從曾繪畫《寫信的男人》及《偷信的女人》這對主題畫的赫拉德·特博赫得到這個想法，並以高昂的價格將畫作全部出售。受到楊·維梅爾的影響下，左側的光線以及大理石地板在畫作中並沒有任何錯誤，儘管梅曲認為觀眾需要更多的情感上的投入。

## 歷史

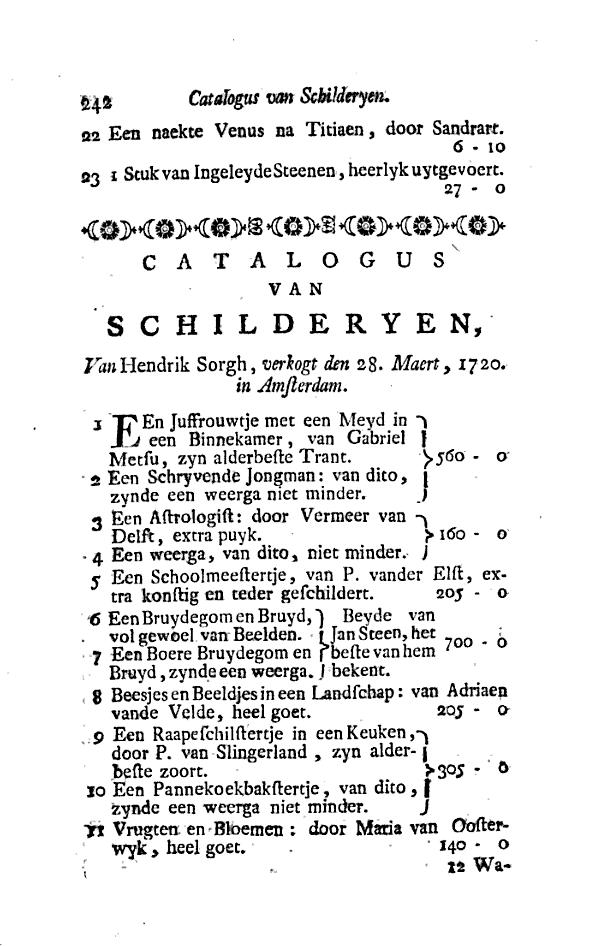
在赫拉德·胡特的紀錄中，此作與《讀信的女人》為列表的1號及2號。

記錄表明這兩幅畫一直都是一對畫作的形式。這些畫歸阿姆斯特丹的藝術收藏家亨德里克·索尔赫擁有。索格去世後，兩份作品於1720年3月28日以560荷蘭盾的價格賣給了承銷商喬治·布魯因（George Bruyn）。布魯因去世後，作品在1724年3月16日被以785荷蘭盾的價格賣給了富有的棉紡工人及染廠工人約翰內斯·庫普（Johannes Coop）。
約在1774年，兩幅作品以500荷蘭盾被收藏家赫里特·布拉姆坎普所擁有。除了此作，布拉姆坎普更擁有不少於10幅梅曲的作品。布拉姆坎普的繼承人於梅曲這兩份畫作的聲望下得益； 1771年7月31日，揚·霍普（Jan Hope）以5,205荷蘭盾的價格購買了這兩幅畫；1898年，他的後代法蘭西斯·佩勒姆-柯林頓-霍普將包括兩幅梅曲的畫作在內，揚·霍普的所有藝術收藏品都賣給了倫敦的藝術品經紀人韋特墨(Wertheimer)和科爾納吉公司。
1900年，阿爾弗雷德·貝特購買這對畫作，他的弟弟奧托·貝特和兒子阿爾弗雷德·貝特爵士分別在1906年及1930年繼承這對畫作。兩份作品曾於1974年和1986年在拉斯伯勒故居被盜竊，但最終被追回。在1987年，這兩幅畫一同捐贈給愛爾蘭國立美術館，儘管在1993年作品曾經失踪。

## 評價

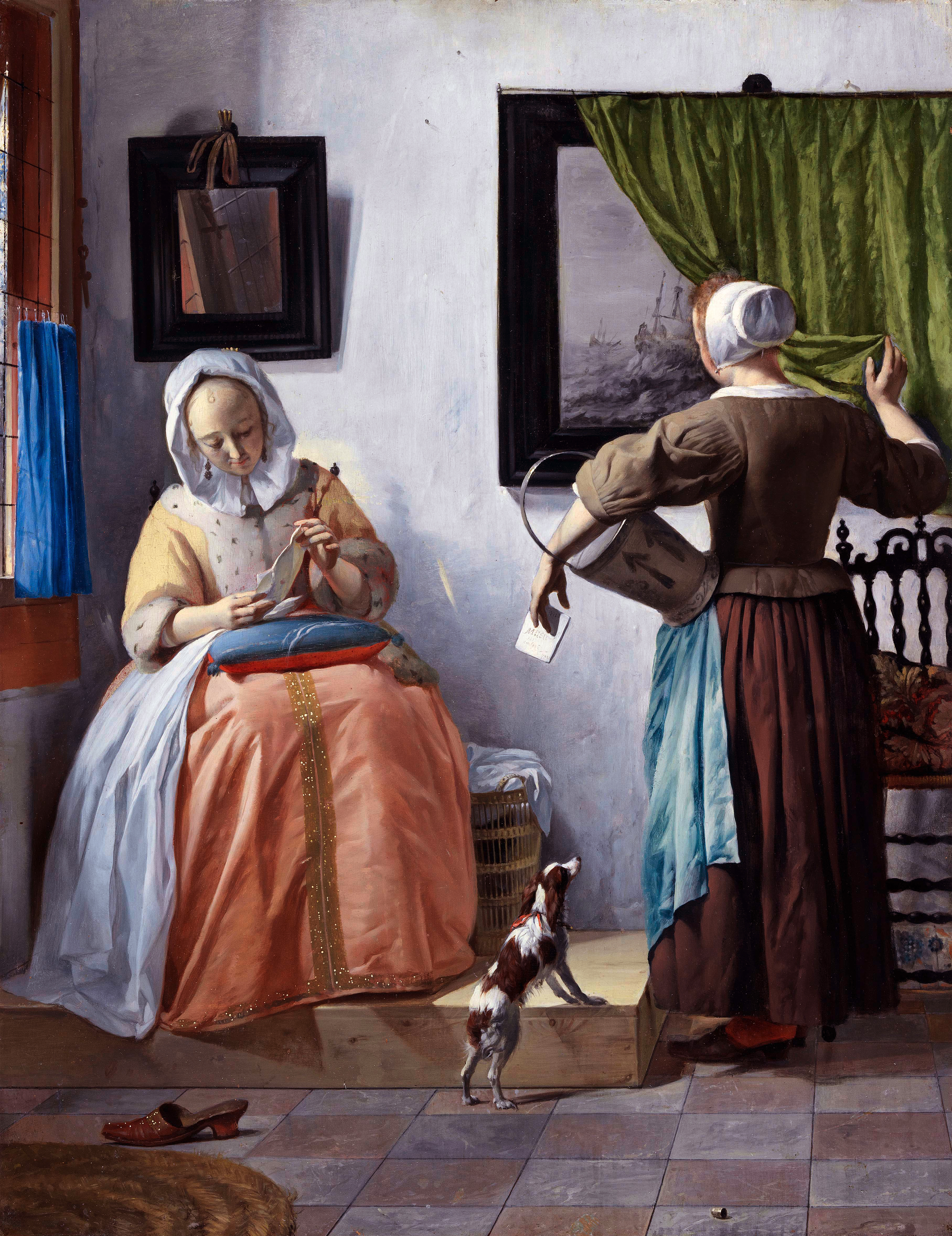
《讀信的女人》

這對畫作通常被認為是梅曲最好的作品。卡倫·羅森伯格（Karen Rosenberg）在回顧2011年《紐約時報》在舉辦的一次梅曲作品的展覽，稱其為「令人驚嘆」，全國公共廣播電台的蘇珊·斯坦伯格（Susan Stamberg）稱《寫信的男人》為「他其中一份最討好的作品」，並形容兩份畫作「用神話般的技術華麗地繪畫，並精心繪製出細節。」

## 外部連結
- National Gallery of Ireland: Man Writing a Letter （页面存档备份，存于）